# Kasteel Ooijen
Het Kasteel Ooijen, ook wel Kasteel Oyen genoemd, is een gebouw in de buurtschap Ooijen bij Broekhuizenvorst in het noorden van de Nederlandse provincie Limburg.
Er was hier reeds in de middeleeuwen een kasteel, maar de huidige bebouwing dateert uit de 17e eeuw en later.
Het huis met aansluitende gebouwen is nog voor ongeveer de helft omgeven door een slotgracht. Het in baksteen opgetrokken woonhuis heeft twee verdiepingen, onder onder zadel- en schilddaken.
Op de schilddaken staan koperen windvanen die het alliantiewapen tonen, met een boerenzwaluw en een ongekroonde leeuw, van de families Louwermans en Van Odenhoven. Ook in de 18e en 19e eeuw werd er veel aan het kasteel veranderd. Verscheidene geslachten hebben het Kasteel Ooijen bewoond. In de 14e eeuw bezat een tak van de familie Van Broeckhuysen de heerlijke rechten van de halve heerlijkheid Ooijen. Het andere deel staat onder gezag van Cuyck. In 1453 wordt Seger van Broeckhuysen heer van de hele heerlijkheid. De heerschappij van de Van Broeckhuysen's wordt rond 1550 enige tijd door de Boegels onderbroken en komt daarna weer gedurende een eeuw terug onder het geslacht Van Broeckhuysen.
In 1951 werden de gebouwen en landerijen gekocht door de familie Hermans uit Broekhuizenvorst. De heer Hermans die een landbouwbedrijf uitoefent legt een camping aan. De heer Nijhuis koopt in 1975 de gebouwen en een aantal hectaren land waarop de camping is gevestigd.
Het kasteel staat sinds 1968 op de monumentenlijst, nadat het reeds lange tijd op de voorlopige monumentenlijst had gestaan.
In 1989 is de stichting Kasteel Ooijen opgericht. De doelstelling van de stichting is het behoud van het cultureel erfgoed in de dorpen Broekhuizen en Broekhuizenvorst. De restauratie van Kasteel Ooijen had hierbij prioriteit. In juni 2002 werd begonnen met de restauratie. In Kasteel Ooijen zijn 10 vakantieappartementen gerealiseerd.